# Tagmatum
Het tagmatum (meervoud: tagmata) is een deel van het lichaam van een geleedpotig dier. De tagmata zijn de grootste delen van het lichaam, de meeste geleedpotigen hebben er drie. Het aantal tagmata verschilt per groep; insecten hebben een kop, borststuk en achterlijf -dus drie in totaal- maar bij andere geleedpotigen zoals spinnen zijn de kop en het borststuk vergroeid. Deze dieren hebben dus maar twee tagmata, waarvan het eerste het kopborststuk wordt genoemd.